# Adenocarpus anisochilus
Adenocarpus anisochilus é uma espécie de planta com flor pertencente à família Fabaceae. 
A autoridade científica da espécie é Boiss., tendo sido publicada em Diagnoses Plantarum Orientalium Novarum, ser. 2, 3(2): 5. 1856.

## Portugal
Trata-se de uma espécie presente no território português, nomeadamente em Portugal Continental.
Em termos de naturalidade é endémica da região atrás referida.

## Protecção
Não se encontra protegida por legislação portuguesa ou da Comunidade Europeia.